# 산이초등학교
산이초등학교는 대한민국 전라남도 해남군 산이면 초송리 소재의 초등학교다.

## 학교 연혁
- 1927년 10월 5일 산이공립보통학교 개교(설립인가 8월 21일)
- 1938년 4월 1일 산이공립심상소학교 개칭
- 1941년 4월 1일 산이공립국민학교 개칭
- 1945년 9월 20일 산이국민학교 교명 개칭
- 1981년 1월 31일 병설유치원 설립인가
- 1996년 10월 1일 산이초등학교 교명 개칭
- 2002년 3월 1일 산이동초등학교 통폐합
- 2020년 9월 1일 제33대 김순애 교장 취임
- 2022년 1월 12일 제83회 졸업(7명) (총 촐업생 수 4,920명)

## 학교 상징
- 교색 : 녹색 - 희망
- 교목 : 태산목 - 인내
- 교화 : 철쭉 - 사랑의 기쁨

## 참고 자료
- 산이초등학교 - 한국교육학술정보원 학교알리미